# Kunova Teplica
Kunova Teplica é um município da Eslováquia, situado no distrito de Rožňava, na região de Košice. Tem 8,41 km² de área e sua população em 2018 foi estimada em 717 habitantes.

## Demografia
| Ano:        | 1994 | 2004   | 2014   | 2024   |
| ----------- | ---- | ------ | ------ | ------ |
| Broj ljudi: | 680  | 638    | 687    | 709    |
| Razlika:    |      | -6,17% | +7,68% | +3,20% |

| Ano:               | 2023 | 2024   |
| ------------------ | ---- | ------ |
| Número de pessoas: | 715  | 709    |
| Diferença:         |      | -0,83% |